# تک‌بیت
«تک بیت» یا «بیت فرد» یا «مفرد» یک قالب شعر کهن فارسی است که از یک بیت (معادل دو مصراع) تشکیل شده‌است. در بعضی مواقع هم ممکن است به دو بیت برسد که هر بیت قافیهٔ جداگانه دارد. بیشتر تک‌بیتی‌ها تبدیل به ضرب‌المثل شده‌است. سعدی، صائب تبریزی و هاتف اصفهانی از معروف‌ترین سرایندگان تک‌بیت بوده‌اند.